# Adelognathus pallipes
Adelognathus pallipes är en stekelart som först beskrevs av Johann Ludwig Christian Gravenhorst 1829.  Adelognathus pallipes ingår i släktet Adelognathus och familjen brokparasitsteklar. Arten är reproducerande i Sverige. Utöver nominatformen finns också underarten A. p. taiwanus.